# Acrobasis romanella
Acrobasis romanella is een vlinder uit de familie snuitmotten (Pyralidae). De wetenschappelijke naam is voor het eerst geldig gepubliceerd in 1870 door Millière.
De soort komt voor in Europa.